# 金斯利·本-阿迪爾
金斯利·本-阿迪爾（英語：Kingsley Ben-Adir，1986年2月28日—）是一名英國男演員。他曾在倫敦的劇院演出過多部戲劇。他在ITV的偵探劇《探長薇拉》中飾演病理學家Marcus Summer，在Netflix系列劇《先見之明》第二季中飾演私家偵探卡里姆·華盛頓。2017年至2019年，他出現在BBC One電視系列劇《浴血黑幫》的第四和第五集。2020年，他在亞馬遜工作室的電影《邁阿密的一夜》（2020年）中飾演麥爾坎·X。2023年他在電影《雷鬼之父：音樂無國界》中飾演雷鬼之父巴布·馬利。

## 早期生活和教育
本-阿迪爾出生於英國倫敦福音橡，母親是千里達黑人，父親是英國白人。他在倫敦西北部福音橡的威廉·艾利斯學校就讀，並在2011年畢業於市政廳音樂及戲劇學院。

## 職業生涯
2011年，本-阿迪爾在三輪車劇場演出吉蓮·斯洛沃廣受好評的喜劇《The Riots》。2012年，他在攝政公園露天劇場的《仲夏夜之夢》中飾演狄米特律斯。
2013年，他在倫敦舊維克劇場的的《無事生非》中飾演波拉契奧，還在蘇荷劇院的《God's Property》中出演。
2014年，本-阿迪爾在倫敦布什劇院演出《We Are Proud to Present a Presentation About the Herero of Namibia, Formerly Known as Southwest Africa, From the German Sudwestafrika, Between the Years 1884–1915》一劇。該劇獲得積極的評價。
2017年至2019年，本-阿迪爾出現在BBC One電視連續劇《浴血黑幫》的第四和第五集，飾演本·楊格上校。
2020年，本-阿迪爾在蕾吉娜·金執導的亞馬遜工作室電影《邁阿密的一夜》中飾演麥爾坎·X。本-阿迪爾與伊萊·戈雷（卡修斯·克萊）、小萊斯利·奧多姆（山姆·庫克）和奧迪斯·霍吉（吉姆·布朗）一起出演。
2021年3月，Deadline Hollywood報導本-阿迪爾已經加入漫威工作室的《秘密入侵》系列，並擔任主要反派。
2022年2月，本-阿迪爾被確定在其未命名的傳記片中飾演巴布·馬利，由雷納爾多·馬庫斯·格林執導。2022年4月，他加入電影的合集演員。2023 年，他在漫威電影宇宙系列影集《秘密入侵》中飾演格雷維克，一個密謀征服地球的史克魯爾叛軍。

## 影視作品

### 電影
| 年份 | 標題                     | 角色            | 備註   |
| ---- | ------------------------ | --------------- | ------ |
| 2012 | 《City Slacker》         | Thug            |        |
| 2013 | 《》                     | Officer Hawkins | 未記名 |
| 2016 | 《》                     | 桑普森          |        |
| 2017 | 《》                     | 崔斯坦          |        |
| 2018 | 《》                     | 賈西亞探員      |        |
| 2019 | 《聖誕接班人》           | 傑克·哈普曼     |        |
| 2020 | 《邁阿密的一夜》         | 麥爾坎·X        |        |
| 2023 | 《》                     | 肯尼一號        |        |
| 2024 | 《雷鬼之父：音樂無國界》 | 巴布·馬利       | [ 18 ] |

### 電視劇
| 年份    | 標題               | 角色              | 備註                            |
| ------- | ------------------ | ----------------- | ------------------------------- |
| 2013    | 《瑪波小姐探案》   | Errol             | 集數：「A Caribbean Mystery」   |
| 2016    | 《駭人命案事件簿》 | Bartholomew Hines | 集數：「Saints and Sinners」    |
| 2016    | 《平凡的謊言》     | Jake              | 集數：「Jenna」                 |
| 2017    | 《天堂島疑雲》     | Irie Johnson      | 集數：「The Impossible Murder」 |
| 2017    | 《Diana and I》    | Russell           | 電視電影                        |
| 2014–18 | 《探長薇拉》       | Dr. Marcus Summer | 主要演員（16集）                |
| 2017–19 | 《浴血黑幫》       | Col. Ben Younger  | 主要演員（5集）                 |
| 2018    | 《深暗勢力》       | Khalid Walker     | 定期演員（4集）                 |
| 2019    | 《先見之明》       | 卡里姆·華盛頓     | 主要演員（6集）                 |
| 2020    | 《失戀排行榜》     | Russell McCormack | 定期演員（7集）                 |
| 2020    | 《Love Life》      | Grant             | 集數：「The Person」            |
| 2020    | 《科米的規則》     | 巴拉克·歐巴馬     | 2集                             |
| 2020    | 《Soulmates》      | Franklin          | 集數：「Watershed」             |
| 2023    | 《秘密入侵》       | 格雷維克（Gravik）      | 主要角色；6集                   |

### 舞台劇
| 年份 | 標題                           | 角色       | 備註                 |
| ---- | ------------------------------ | ---------- | -------------------- |
| 2011 | 《The Riots》                  | 表演者     | 倫敦三輪車劇場       |
| 2012 | 《仲夏夜之夢》                 | 狄米特律斯 | 倫敦攝政公園露天劇場 |
| 2013 | 《無事生非》                   | 波拉契奧   | 倫敦舊維克劇場       |
| 2013 | 《God's Property》             |            | 倫敦蘇荷劇院         |
| 2014 | 《We Are Proud to Present...》 | 演員2      | 倫敦布什劇院         |

## 獲獎與提名
| 年份 | 獎項                   | 種類           | 作品             | 結果 |
| ---- | ---------------------- | -------------- | ---------------- | ---- |
| 2020 | 印第安那州電影記者協會 | 最佳男演員獎   | 《邁阿密的一夜》 | 提名 |
| 2020 | 衛星獎                 | 最佳男配角獎   | 《邁阿密的一夜》 | 提名 |
| 2020 | 大西洋影評人協會       | 突破性表演獎   | 《邁阿密的一夜》 | 獲獎 |
| 2020 | 舊金山電影獎           | 傑出組合獎     | 《邁阿密的一夜》 | 獲獎 |
| 2020 | 芝加哥影評人協會       | 最有前途演員獎 | 《邁阿密的一夜》 | 提名 |
| 2020 | 哥譚獎                 | 突破性演員獎   | 《邁阿密的一夜》 | 獲獎 |
| 2021 | 獨立精神獎             | 勞勃·阿特曼獎  | 《邁阿密的一夜》 | 獲獎 |
| 2021 | 美國演員工會獎         | 傑出電影演員獎 | 《邁阿密的一夜》 | 提名 |
| 2021 | 英國電影學院獎         | 新星獎         | 他自己           | 提名 |

## 外部連結
- 金斯利·本-阿迪爾在互联网电影资料库（IMDb）上的資料（英文）
- 金斯李·班-阿迪爾在Enjoy Movie上的電影作品列表 （页面存档备份，存于）